# La Tour Eiffel (Seurat)
La Tour Eiffel est un tableau réalisé par le peintre Georges Seurat en 1889 représentant la tour Eiffel. Il est conservé au musée des beaux-arts de San Francisco. Cette œuvre est représentative du  mouvement pointilliste.